# François Houtart
François Houtart (Bruxelles, 7 marzo 1925 – Quito, 6 giugno 2017) è stato un presbitero, teologo e sociologo belga, fondatore del Centro Tricontinental (CETRI) che è attivo presso l'Università Cattolica di Lovanio (Belgio) e della rivista "Alternatives Sud".
È stato una delle figure rilevanti del movimento Altermondista.

## Formazione
Sacerdote cattolico e intellettuale marxista di fama internazionale, nipote del conte Henry Carton de Wiart (1869-1951) - fu uno dei dirigenti del Partito Cattolico e pioniere della democrazia cristiana, si formò inizialmente nel seminario di Malinas.
Fu ordinato sacerdote nel 1949. Laureato in Scienze politiche e Sociali presso l'Università Cattolica di Lovanio e diplomato all'Istituto Superiore Internazionale di Urbanesimo applicato di Bruxelles, è anche dottore in Sociologia dell'Università di Lovanio, dove ha insegnato dal 1958 al 1990.

## Vita professionale
Tra il 1958 e il 1962, François Houtart coordina il lavoro della Federazione Internazionale degli Istituti di Investigazione socio-religiosa e realizza un'analisi estesa e profonda della situazione del cattolicesimo nel contesto demografico, sociale, culturale dell'America Latina, opera pubblicata in 43 volumi.
Quando Papa Giovanni XXIII annuncia il Concilio Vaticano II, Dom Hélder Pessoa Câmara, allora vicepresidente del Consiglio Episcopale Latinoamericano (CELAM) insieme a Mons. Larrain vescovo cileno, chiede a Houtart di sintetizzare questo studio e distribuirlo a tutti i vescovi del Concilio, nel momento dell'apertura, con l'idea di far conoscere all'assemblea i problemi del cattolicesimo in America Latina. Da allora in poi, Houtart partecipò come assessore di vari vescovi che organizzarono i lavori per le varie conferenze episcopali CELAM III, CELAM IV.
Houtart ebbe anche l'opportunità di partecipare alla formazione di una intera generazione di sociologi latinoamericani che studiarono all'Università di Lovanio negli anni 1960 e 1980 (Paulo Freire, Giulio Girardi, Gustavo Gutiérrez) piantando le basi dello studio della sociologia in questo continente.
Houtart è stato fortemente legato al movimento della Teologia della liberazione, dei quali si può considerare uno degli esponenti più radicali, al punto di essere stato legato alla rivoluzione sandinista in Nicaragua.
Per questo anche lui ha subito la condanna e le sanzioni da parte della Santa Sede per ciò che rappresentò questo movimento, negli anni 1980-1990.
Fondatore del Centre Tricontinental di Lovanio che tra le sue attività annovera la pubblicazione della rivista Alternatives Sud, pubblicata in varie lingue.
Fondatore con Samir Amin del Forum Mondiale delle Alternative nel 1997, nel 1999 organizza con altri il controvertice del Forum Economico Mondiale a Davos (Zurigo), primissimo appuntamento altermondialista dal quale nascerà il Forum Sociale mondiale di Porto Alegre 2001. Da allora è sempre attivo in tutti gli appuntamenti dei Forum del movimento altermondialista.
Nel 2010 ha ammesso pubblicamente un episodio avvenuto 40 anni prima di una circoscritta molestia sessuale a un minore.

## Opere
Houtart ha scritto più di 50 libri e centinaia di articoli per diverse riviste in varie lingue. 
Tra i tanti segnaliamo:
- "Les paroisses de Bruxelles" (1952)
- "El cambio social en América Latina" (1964)
- "The Church and Revolution, Religion and Ideology in Sri Lanka" (1974)
- "Religion and Development in Asia" (1976)
- "Religion et modes de production precapitalistes" (1980)
- "Hai Van, Life in a Vietnamese Commune" (1984)
- "Sociología de la religión (1992 y 2006) (ed. it. Religione. La sua funzione sociale, Edizioni Punto Rosso 2007)
- "L'Altra Davos, coedizione EMI - Edizioni Punto Rosso 1999"
- "Haïti et la mondialisation de la Culture" (2000)
- "Mondialisation des Résistances. L'Etat des luttes" (2002) (ed. it. Mondializzazione delle resistenze e delle lotte, Edizioni Punto Rosso 2003)
- "La tiranía del mercado (2001) (ed. it. La tirannia del mercato, Edizioni Punto Rosso 2002)"
- "Mercado y religión" (2002)
- "Delegittimare il Capitalismo; Ricostruire la Speranza, (2005) (ed. it. Amin-Houtart, Altermondialista, Edizioni Punto Rosso, 2007)"
- "Comercio Mundial: ¿incentivo o freno para el desarrollo?" (2005) (scritto con Carlos Tablada, Faustino Cobarrubia, Laura I. Pujol, Eugenio Martínez, Roberto Smith e Osvaldo Martínez).
- "África codiciada. El desafío pendiente" (2007) (scritto con Carlos Tablada e Roberto Smith).
- "L'Etica dell'incertezza nelle Scienze Sociali" (2006) (ed. it. in appendice di Religione. La sua funzione sociale, Edizioni Punto Rosso 2007)
- "Agroenergia, Edizioni Punto Rosso 2009"